# Metropolitana di Incheon
La metropolitana di Incheon serve la città sudcoreana di Incheon, integrata con l'area metropolitana di Seul.

## Linee
Incheon dispone di due linee di metropolitana pesante, la linea 1 e la linea 2, e da un people mover a levitazione magnetica  che serve alcune aree dell'aeroporto internazionale di Incheon, sull'isola di Yeonjeong, anche se parte del suo territorio è servito anche dai prolungamenti delle linee 1 e 7 della metropolitana di Seul, dalla linea AREX, che collega l'aeroporto col centro di Seul, e dalla linea Suin che collega Incheon con Ansan. Altre linee sono in fase di costruzione o progetto.
| Colore  | Nome/Numero    | Nome coreano          | Stato       | Partenza                         | Fine                                              | Lunghezza | Apertura |
| ------- | -------------- | --------------------- | ----------- | -------------------------------- | ------------------------------------------------- | --------- | -------- |
| azzurro | Linea 1        | 1호선                 | In servizio | Gyeyang (계양)                   | Songdo Moonlight Festival Park (송도달빛축제공원) | 30,3 km   | 1999     |
| arancio | Linea 2        | 2호선                 | In servizio | Geomdan Oryu (검단오류)          | Unyeon (Seochang) (운연(서창))                    | 29,3 km   | 2016     |
| giallo  | Incheon Maglev | 인천공항 자기부상열차 | In servizio | Incheon Aeroporto (인천국제공항) | Yongyu (용유)                                     | 6,1 km    | 2016     |
|         | Linea 3        | 3호선                 | In progetto | Samson (삼손)                    | Nonhyeon (논현)                                   | -         | 2025     |

### Linea 1
La linea 1 corre da nord a sud, e il tempo di percorrenza è di 45 minuti. Presso la stazione di Gyeyang è possibile prendere la linea AREX, mentre alla stazione di Bupyeong è presente l'interscambio con la linea 1 della metropolitana di Seul, gestita dalla Korail.

### Linea 2
La costruzione della linea 2 è iniziata nel giugno 2009 e l'apertura è avvenuta il 31 luglio 2016. La struttura è realizzata a guida automatica, e unisce il nord-ovest della città con il sud-est, intersecando la linea 1 presso Woninjae, estendendosi per 29,3 km, di cui 5,6 in superficie, con 27 stazioni.

### Incheon Maglev
Sebbene non si tratti di una metropolitana pesante, come le linee 1 e 2, ma di un people mover a guida automatica basato su tecnologia maglev, è gestito dalla stessa società, la Incheon Transit Corporation, e non è collegato direttamente alle linee 1 e 2, in quanto si trova sull'isola di Yeongjeong, dove si trova l'aeroporto internazionale di Seul-Incheon. Il capolinea sud offre l'interscambio con la linea Arex.

### Linea 3
La linea 3 è attualmente in fase di progettazione, il piano prevede la realizzazione di una linea semicircolare e il colore è verde.

### Altre linee
Includendo le linee appartenenti all'area metropolitana di Seul, la città di Incheon può quindi contare sui seguenti servizi di trasporto metropolitano:
● Linea 1 Incheon
● Linea 2 Incheon
■ Incheon Maglev
● Linea 1 Seul (linea Gyeongin)
● Linea 7 Seul
■ AREX
■ Incheon KTX
■ Linea Suin

## Biglietti
Il costo di una corsa, al 2020, parte da 1.250 won per gli adulti, 720 won per i giovani, e 450 won per i bambini per un tragitto inferiore ai 50 km. La tariffa è integrata con la  metropolitana di Seul.